# Phaeoplacales
Ordre
Les Phaeoplacales sont un ordre d'algues unicellulaires de la classe des Chrysophyceae.

## Liste des familles
Selon AlgaeBase (30 janvier 2022) :
- Chrysothallaceae  Huber-Pestalozzi, 1941

## Systématique
L'ordre des Phaeoplacales a été créé en 1957 par le phycologue français Pierre Bourrelly (d) (1910-1995).